# Институт автоматики и вычислительной техники (АВТИ)
Институт Информационных и Вычислительных Технологий (ранее АВТИ — институт автоматики и вычислительной техники) был образован в 2002 году на базе факультета Автоматики и вычислительной техники (АВТФ), который, в свою очередь, был создан в 1958 году в результате разделения факультета Электровакуумной техники и специального приборостроения (ЭВПФ) на два родственных факультета — АВТФ и ЭТФ (факультет электронной техники).

Институт в составе НИУ «Московский энергетический институт» (МЭИ). Проводит подготовку бакалавров, и магистров по специальностям и направлениям, связанным с Информационными технологиями.

## Направления и программы подготовки[2]

### Бакалавриат
- 01.03.02 Прикладная математика и информатика;
- 09.03.01 Информатика и вычислительная техника;
- 27.03.04 Управление в технических системах;

### Магистратура
- 01.04.02 Прикладная математика и информатика (Искусственный интеллект; Математическое и компьютерное моделирование);
- 09.04.01 Информатика и вычислительная техника (Вычислительные машины, комплексы, системы и сети; Информационно-аналитические и диагностические интеллектуальные технологии; Информационные и вычислительные технологии; Цифровые технологии; Автоматизированные системы обработки информации и управления);
- 27.04.04 Управление в технических системах (Интеллектуальные технологии управления в технических системах, обработка и анализ данных);

## Краткие сведения об ИВТИ
История Институт Информационных и Вычислительных Технологий восходит к 1958 году, когда в результате разделения факультета Электровакуумной техники и специального приборостроения (ЭвПФ) Московского энергетического института в составе МЭИ были созданы два факультета: факультет Автоматики и вычислительной техники (АВТФ) и факультет электронной техники (ЭТФ). К этому времени в МЭИ уже оформились научные школы по специальностям управления, вычислительной техники и измерительной техники, представленные вошедшими в состав АВТФ кафедрами Автоматики и телемеханики, Вычислительной техники (ВТ) и Электрического приборостроения; в структуру АВТФ были включены также две кафедры электротехнического профиля — Теоретических основ электротехники (ТОЭ) и Общей электротехники (ОЭ). С течением времени состав факультета изменялся. Деканами факультета последовательно были А. В. Нетушил, О. А. Горяинов, Ю. М. Шамаев, А. Н. Старостин, В. Г. Миронов, О. А. Колосов.
В 2002 года на базе АВТФ был как структурное подразделение НИУ «МЭИ» образован Институт автоматики и вычислительной техники. Его первым директором стал О. А. Колосов, с 2006 года эту должность занимал В. П. Лунин, сейчас же им является С.В. Вишняков.
В ИВТИ в настоящее время функционирует 6 кафедр:
- Кафедра вычислительных машин, систем и сетей (ВМСС);
- Кафедра вычислительных технологий (ВТ);
- Кафедра диагностических информационных технологий (ДИТ);
- Кафедра математического и компьютерного моделирования (МКМ);
- Кафедра прикладной математики и искусственного интеллекта (ПМИИ);
- Кафедра управления и интеллектуальных технологий (УИТ);

Кафедры ведут подготовку студентов по 4 направлениям подготовки бакалавров, 9 магистерским и 8 аспирантским программам. Одновременно в институте учатся порядка 1200 студентов и 50 аспирантов. Профессорско-преподавательский штат включает 200 человек, более 75 % которых являются докторами или кандидатами технических или физико-математических наук (35 докторов и 125 кандидатов наук).
ИВТИ готовит специалистов по информационным и компьютерным технологиям — таким, как:
- использование информационных технологий в научных исследованиях и на производстве;
- создание программного обеспечения, базирующегося на достижениях в области искусственного интеллекта;
- автоматизация научных исследований и проектирование электронных устройств и изделий машиностроения, автоматизация производства и управления;
- создание и использование вычислительных сетей, хранение большого объема информации в базах данных;
- выполнение больших объёмов измерений, передача огромных массивов данных, в том числе по радио- и оптоволоконным каналам;
- создание алгоритмического и программного обеспечения интеллектуальных диагностических систем с помощью технологии искусственных нейронных сетей;
- защита, шифрование и дешифрование информации.

## Базы практик, партнеры и работодатели
Подготовка специалистов института проводится профессорско-преподавательским составом и сложившимися на ИВТИ научно-педагогическими школами управления, интроскопии, вычислительной техники, искусственного интеллекта, математики. Их создателями были известные ученые, в частности, академики А. И. Берг, С. А. Лебедев, Б. Н. Наумов, В. А. Мельников, В. С. Бурцев. 
ИВТИ сотрудничает с предприятиями, чья научно-практическая деятельность связана с тепловой и атомной энергетикой, авиацией, космосом, судостроением.